# 스텔라이브

스텔라이브(영어: Stellive, 일본어: ステライブ)는 스트리머 강지가 운영하는 대한민국의 버츄얼 유튜버 소속사, 연애기획사이다.
2025년을 기준으로 9명의 버츄얼 유튜버이 소속되어 네이버의 라이브 스트리밍 플랫폼 치지직에서 라이브 방송을 진행하고, 유튜브에서 편집 영상, 오리지널 곡 및 커버 곡을 올리며 활동하고 있다.

## 역사[a]

### 📅 2023년
01월 07일 ~ 01월 08일 라이브 스트리밍 플랫폼 트위치에서 1기생의 데뷔 방송이 진행됐다.
01월 07일 아이리 칸나, 01월 08일 아야츠노 유니 모두 최대 시청자 3천 명 이상을 기록하며 데뷔를 마쳤다.
06월 07일 2기생 모집 및 선정을 완료하고 공식 유튜브 채널에 2기생 데뷔 pv 영상이 업로드됐다.
06월 10일 ~ 06월 11일 2기생의 데뷔 방송이 트위치에서 진행됐다.
06월 10일 시라유키 히나와 네네코 마시로가, 06월 11일 아카네 리제와 아라하시 타비가 차례로 데뷔를 마쳤다.
11월 11일 1기생의 3D 데뷔 방송 일정을 공지했다.
11월 18일 아이리 칸나의 3D 데뷔, 11월 25일 아야츠노 유니의 3D 데뷔 방송이 진행됐다.
12월 24일 공식 홈페이지를 오픈했다.

### 📅 2024년
01월 27일 롯데시네마에서 아이리 칸나의 1st solo Concert - [KANNA]를 진행했다.
02월 02일 스텔라이브는 라이브 스트리밍 플랫폼을 치지직으로 변경하는 내용을 공지했다.
트위치의 한국 내 사업 철수로 플랫폼을 변경하지 않고 방송을 지속할 수 없기에 내린 결정이었다.
04월 11일 성우 오오하시 아야카와 네네코 마시로의 콜라보 방송이 네네코 마시로의 치지직 채널에서 진행됐다.
04월 20일 웹툰 작가 김풍과 아야츠노 유니, 아라하시 타비의 콜라보 방송 <스텔 키친>이 아라하시 타비의 치지직 채널에서 진행됐다.
05월 14일 일본의 버츄얼 유튜버 그룹 VSPO!, Neo-Porte 등의 모기업이자 버츄얼 아티스트 히메히나가 소속된 Brave group과 업무 협약을 체결하고, 05월 21일 진행되는 아야츠노 유니 생일 기념 3D 라이브의 제작 지원을 발표했다.
05월 15일 3기생 모집을 3차에 나눠서 실시한 끝에, 공식 유튜브 채널에 3기생 데뷔 pv 영상이 업로드됐다.
05월 18일 ~ 05월 19일 3기생의 데뷔 방송이 치지직에서 진행됐다.
05월 18일 텐코 시부키와 아오쿠모 린이, 05월 19일 하나코 나나와 유즈하 리코가 차례로 데뷔를 마쳤다.
06월 13일 과학 유튜버·커뮤니케이터 궤도와 네네코 마시로, 시라유키 히나의 콜라보 방송 <스텔 탐구생활>이 시라유키 히나의 치지직 채널에서 진행됐다.
08월 27일 크래프톤 배틀그라운드의 지원을 받은 스텔라이브 vs 픽셀 네트워크 배틀 그라운드 클랜전 이벤트 매치에 참여했다.
09월 10일 <스텔라이브 공식 팬 북>을 발매했다.
10월 30일 ~ 11월 12일 컴퓨존과 콜라보하여 아야츠노 유니 스페셜 에디션 PC를 발매했다.
11월 04일 1기생 아이리 칸나의 졸업이 공지됐다.
12월 02일 졸업 콘서트를 마지막으로 아이리 칸나는 스텔라이브에서 졸업했다.
11월 16일 ~ 12월 17일 치지직과 함께 GTA5 인생 서버 봉누도를 후원하고, 강지를 포함한 소속 인원들이 참여하였다.
12월 07일 웨이코스와 콜라보하여 스텔라이브 공식 팬딩 스토어에서 아야츠노 유니 케이스 & 장패드를 발매했다.
12월 21일 고려대학교 화정체육관에서 우리은행, 웨이코스가 후원하는 아야츠노 유니의 1st solo concert 『 Christmas On The Merry Go Round 』를 진행했다.

### 📅 2025년
01월 20일 ~ 01월 24일 스텔라이브 공식 휴가기간을 선언하고 아야츠노 유니를 제외한 사장 강지와 나머지 멤버들이 일본 여행을 다녀왔다.
03월 11일 ~ 03월 25일 Swagkeys와 아라하시 타비가 콜라보 한 기계식 키보드 및 기타 액세서리를 발매했다.
03월 20일 반다이 남코의 아이마스 파생 프로젝트 vα-liv(브이아라) 소속 카미즈루 코스모와 하나코 나나의 콜라보 방송을 각자의 채널에서 번갈아 가며 진행했다.
03월 22일 ~ 03월 23일 2기생의 3D 데뷔 방송이 진행됐다.
03월 22일 아라하시 타비와 네네코 마시로가, 23일 시라유키 히나와 아카네 리제가 차례로 3D 데뷔를 마쳤다.
06월 18일까지 4기생 추가 모집을 진행 중이다.

## 멤버 목록[44]
- 아야츠노 유니(영어: Ayatsuno Yuni, 일본어: 純角ユニ)
  - 치지직 채널
  - 유튜브 채널
  - 트위터(X)

- 아이리 칸나(영어: Airi Kanna, 일본어: 藍璃かんな) / 졸업생
  - 유튜브 채널 (삭제 예정)
  - 유튜브 뮤직채널

- 네네코 마시로(영어: Neneko Mashiro, 일본어: ねねこましろ)
  - 치지직 채널
  - 유튜브 채널
  - 트위터(X)

- 시라유키 히나(영어: Shirayuki Hina, 일본어: 白雪ひな)
  - 치지직 채널
  - 유튜브 채널
  - 트위터(X)

- 아라하시 타비(영어: Arahashi Tabi, 일본어: 荒波子タビ)
  - 치지직 채널
  - 유튜브 채널
  - 트위터(X)

- 아카네 리제(영어: Akane Lize, 일본어: 朱音リゼ)
  - 치지직 채널
  - 유튜브 채널
  - 트위터(X)

- 아오쿠모 린(영어: Aokumo Rin, 일본어: 青雲 凛)
  - 치지직 채널
  - 유튜브 채널
  - 트위터(X)

- 유즈하 리코(영어: Yuzuha Riko, 일본어: 柚葉莉子)
  - 치지직 채널
  - 유튜브 채널
  - 트위터(X)

- 텐코 시부키(영어: Tenko Shibuki, 일본어: 天狐 紫吹)
  - 치지직 채널
  - 유튜브 채널
  - 트위터(X)

- 하나코 나나(영어: Hanako Nana, 일본어: 花子ナナ)
  - 치지직 채널
  - 유튜브 채널
  - 트위터(X)

## 음악 활동[45][c]
| 날짜        | 활동                                    | 비고                                     |
| ----------- | --------------------------------------- | ---------------------------------------- |
| 02.21 18:00 | 1st 싱글 앨범 <Milky Way> 발매          | 타이틀 <Milky Way> & 수록곡 <Starry Way> |
| 04.03 18:00 | 유닛 싱글 <Hit On Shot> 발매            | 아이리 칸나 × 아카네 리제                |
| 04.21 12:00 | 유닛 싱글 <Dear My Fairy> 발매          | 네네코 마시로 × 시라유키 히나            |
| 04.30 12:00 | Universe 1st 싱글 <Stars Align> 발매    |                                          |
| 06.09 20:30 | Universe 커버 <소리가 나는 쪽으로> 공개 | 스텔라이브 기획의 2기생 커버곡           |
| 08.24 18:00 | Cliché 1st 싱글 <Our Tales> 발매        |                                          |

| 날짜        | 활동                               | 비고                           |
| ----------- | ---------------------------------- | ------------------------------ |
| 05.05 19:00 | 단체 커버 <Tell Your World> 공개   | 스텔라이브 기획의 단체 커버곡  |
| 05.18 18:35 | Cliché 커버 <언노운 마더구스> 공개 | 스텔라이브 기획의 3기생 커버곡 |

### 개별 멤버의 오리지널(자작곡 포함), 콜라보, 광고 곡[d]

#### 1기생
- 07.20 18:00 – 1st 싱글 <내꺼하는 법>
 발매 / 작사 참여

- 06.19 18:00 – 2nd 싱글  <SUPADOPA>
 발매 / 작사 참여
- 08.11 15:20 – 커버곡  <SUPERPOWER> (24 발로란트 챔피언스 테마곡) 공개 / 라이엇 발로란트 광고

- 05.26 18:00 – 1st 싱글 <ADDICT!ON>
 발매 - 작사 참여 / DJMAX Respect 수록곡[46]
- 07.07 19:30 – 보카듀오 2023 투고곡 <색채> 발표 / 작사·작곡·보컬로 Team. Palette 명의로 참여
- 11.09 18:00 – 2nd 싱글 <최종화> 발매

- 03.03 23:00 – 최종화 <Acoustic ver> 발표
- 07.06 15:20 – OST <Frozen Eclipse> 발매 / 에픽세븐  챔피언십 2024 기념 콜라보,[47] 한·미·일 3개 언어로 발매
- 07.25 18:00 – 3rd 싱글 <푸른 보석과 어린 용> 발매
- 09.23 12:00 – 자작 로고송 <너와 나의 라디오> 발표 / 작사·작곡 참여, 본인이 진행했던 동명의 라디오 오프닝 곡, 편집 채널 업로드로 삭제 예정

#### 2기생
- 10.16 18:00 – 1st 싱글 <봄꿈> 발매 / 스텔라이브 오리지널 곡 공모전[48]을 통해 선정

- 09.11 12:00 – 1st 싱글 <하나(夏拏)>
 발매

- 06.19 18:00 – 자작 로고송 <꿈의 신호(Dream Signal)>
발표 / 작사·작곡 참여, 본인이 진행하는 라디오 오프닝 곡

- 12.11 18:00 – 1st 싱글 <여로>
 발매

- 09.29 18:00 – 1st 싱글  <Festa!>
 발매
- 10.22 15:00 – 커버곡 <끝나지 않은 노래> 공개 / 명조 광고

- 05.30 18:00 – 콜라보 곡 <목숨> 발매 예정 / 작곡가 Miiro의 곡에 협업으로 참여

#### 3기생
- 01.23 20:00 – 커버곡
 <꿈의 카니발 (Grand Feast Daydream)> 공개 / 명조 광고
- 05.01 18:00 – 커버곡
 <Unbreakable Sphere (승리의 여신: 니케 OST)> 공개 / 니케 광고

- 04.15 18:00 – 콜라보 곡  <도깨비꽃> 발매
/ 작곡가 TAK의 곡에 협업으로 참여

- 12.12 18:00 – OST  <Born To Run> 발표 / 치지직 제작 지원 GTA5 서버 봉누도 OST

## 진행 및 참여 행사[e]

### 📅 2023년
01.12 ~ 02.12 - 발렌타인데이 팬아트 공모전 진행
03.31 ~ 04.02 - 스텔라이브 팬덤 이름 공모전 진행, 공모전 결과 최종적으로 파스텔로 결정
05.18 ~ 05.21 - 잠실 롯데시네마 월드타워에서 아야츠노 유니의 생일 홈파티 이벤트 및 팝업 스토어 진행
07.28 ~ 08.28 - 아야츠노 유니 1st 싱글 <내꺼하는 법> 콘테스트 진행
08.05 ~ 08.06 - 서울 코믹월드 참가
09.21 ~ 10.22 - 애니플러스와 콜라보 카페 진행
12.02 ~ 12.03 - AGF(Anime Game Festival) 2023 참가

### 📅 2024년
01.27 - 롯데시네마에서 아이리 칸나 1st solo Concert - [KANNA] 진행
02.22 ~ 03.06 - 더 현대 콜라보 팝업스토어 <Milky Way> 진행
02.22 ~ 03.20 - 스텔라이브 1st Single Milky Way🌟 발매 기념 커버 콘테스트 진행
03.08 ~ 04.14 - 스텔라이브 팬북 팬아트 공모전 진행
05.14 ~ 05.26 - 치지직과 더 현대의 콜라보 팝업 스토어에 스텔라이브 명의로 참여
08.10 ~ 08.25 - 애니메이트와 콜라보 이벤트 『여름 바캉스 FAIR & ONLY SHOP』및 추첨을 통한 멤버별 팬미팅 진행
이후 애니메이트 태국, 대만, 중국, 북미에서『여름 바캉스 FAIR』진행
10.03 ~ 11.17 - 애니플러스와 2기생 콜라보 카페【Stellive Universe X ANIPLUS】진행
10.31 ~ 11.17 - 지스타 2024 넷마블 몬길: STAR DIVE 부스에 참여한 멤버 기념 이벤트용 <몬길: STAR DIVE> 팬아트 공모전 진행
12.07 ~ 12.08 - AGF 2024 기간 애니플러스와 협업해 콜라보 카페 및 스토어 진행
부시로드 콜라보로  아야츠노 유니의 피규어, 1기생, 2기생 봉제인형 및 러버 스트랩 발매
12.21 - 고려대학교 화정체육관에서 우리은행, 웨이코스 후원 아야츠노 유니 1st solo concert 『 Christmas On The Merry Go Round 』진행

### 📅 2025년
04.26 ~ 05.17 - 더 현대에서 엔터테크 플랫폼 TUNE과 콜라보 팝업 스토어 <스텔라이브 운동회> 진행
05.10 ~ 05.16 - 성수동에서 우리은행 후원 단독 팝업스토어 <봄빛 데이트> 진행
05.31 - 일산 킨텍스에서『띵조 페스티벌: 변함없이, 당신과 함께』명조 OST 라이브 스테이지에 유즈하 리코 참가
06.06 ~ 06.22 - 애니메이트와 콜라보 이벤트 Cliché Dream FAIR 진행 중

## 주해
1. ↑  1. 일자는 연도별로 구분해  해당연도 하단에서 mm월 dd일 형태로 기입.
2. 진행 및 참여한 행사는 해당 항목에서 다룸. 단, 회사의 정체성인 버츄얼 아이돌 활동과 직접적인 관련이 있는 콘서트 등의 행사는 누락 시 스텔라이브에 대한 이해를 저해할 수 있어 역사 부분에도 기술함.
3. 음악 활동은 해당 항목에서 다룸.
2. ↑  아야츠노 유니는 출국 직전 여권 분실로 인해 출국하지 못함.
3. ↑  1. 기본적으로 회사가 기획·개입한 음악 중, 공식 유튜브 채널 업로드 or 스텔라이브 - Topic으로 분류된 곡을 기술함.

2. 회사가 관여한 멤버들의 오리지널, 콜라보·광고 곡 등은 개인 채널이나 협업 측 채널에 공개 시 하단 멤버 부분에 분리해 기술함. 자작곡은 회사 소속으로 디렉팅을 하고 확인을 받기 때문에 포함.

3. 회사의 활동과 무관한 개인 커버곡과
 1, 2에 해당하지 않는 곡은 멤버 개인 문서에서 다룸.
4. ↑  1. 직접적으로 광고라고 언급했거나 유튜브 영상에 프로모션 표기가 있을 경우 광고임을 표기함.

2. 디렉터가 본인일 경우 자작곡으로 표기하고 공동 작업자가 있다면 보컬을 제외하고 직접 참여한 부분을 표기함.
5. ↑  1. 행사는 방송적으로 진행하는 것이 아니라 회사나 팬덤의 오프라인 참여가 전제되는 활동을 의미.

2. 행사를 위한 별도의 오프라인 공간이 없더라도 보상을 지급하는 공모전, 컨테스트 등은 행사로 간주.